# Dryf (żegluga)
Dryf
- (ang. leeway) zjawisko znoszenia z kursu jednostki pływającej wskutek oddziaływania na nią wiatru.
- (ang. drift) swobodne przemieszczanie się dowolnego pływającego przedmiotu (w tym jednostki pływającej) wskutek działania wiatru lub prądu.
- w nawigacji zliczeniowej kąt o jaki znoszony jest statek przez wiatr (poprawka na wiatr - pw).

Aby określić kurs jakim statek przemieszcza się po wodzie (kąt drogi po wodzie – KDw) do kursu rzeczywistego (KR) dodać należy (z odpowiednim znakiem) poprawkę na wiatr (pw). Gdy statek znoszony jest z kursu w lewo poprawka ma znak ujemny, gdy znoszony jest w prawo znak jest dodatni.
```
KDw = KR + ±pw
```

W podręcznikach nawigacji żeglarskiej często spotyka się zalecenia, aby w celu określenia wartości poprawki na wiatr zmierzyć lub oszacować kąt między wzdłużną osią jachtu a kilwaterem. Zalecenia te nie są wiele warte, gdyż pomiaru takiego w normalnej praktyce dokonać się nie da. Wartość poprawki określa się więc z dużym przybliżeniem na podstawie doświadczenia biorąc pod uwagę kurs względem wiatru, stan morza, walory nautyczne jednostki, niesione żagle, kąt przechyłu, jakość sterowania itp. Zwykle wartość poprawki na wiatr wynosi od kilku do kilkunastu stopni.
Wobec rozpowszechnienia się również na małych jednostkach nawigacji satelitarnej GPS, nawigacja zliczeniowa jest coraz rzadziej stosowana. Tym niemniej każdy nawigator powinien dobrze znać zasady tradycyjnej nawigacji, aby w razie awarii sprzętu elektronicznego dać sobie radę. Dlatego też pomimo ciągłej dostępności dokładnej pozycji satelitarnej bardzo wskazane jest stałe, staranne prowadzenie nawigacji zliczeniowej, nawigacji terrestrycznej oraz astronawigacji i porównywanie jej z pozycją z GPS.